# La Rovira (Sant Julià del Llor i Bonmatí)
La Rovira és una masia de Sant Julià del Llor i Bonmatí (Selva) inclosa a l'Inventari del Patrimoni Arquitectònic de Catalunya.

## Descripció
La masia actual és fruit de diverses intervencions constructives efectuades en diferents moments històrics. Així, en primer lloc, tenim el que seria l'edificació primigènia, que consta de dues plantes i coberta amb una teulada a una sola aigua de vessant a lateral, coronada amb un ràfec format per una filera de teula.
La planta baixa destaca el portal adovellat d'accés, d'arc de mig punt amb unes dovelles de pedra de mida mitjana i ben escairades. En les dues dovelles centrals de la volta, es llegeix la data de 1671.
Pel que fa al primer pis, destaca especialment una finestra amb permòdols, sobre la qual es poden contemplar les restes vivents d'una finestra, que actualment està tapiada.
Posteriorment, en un segon moment constructiu, es va procedir a l'ampliació del cos primigeni als dos costats. Així, per una banda, es va procedir a una prolongació natural del mateix edifici primigeni. D'aquest afegit cal destacar sobretot el petit portal adovellat d'accés d'arc de mig punt constituït per unes dovelles bastant matusseres. Un portal d'accés que al mateix temps es troba cobert per un porxo, el teulat del qual indica que és de factura bastant recent.
Mentre que per l'altra, es va construir un cos adossat perpendicularment, que consta de dues plantes, cobert amb una teulada d'una sola aigua de vessant a lateral i coronat amb un ràfec format per una filera de teula.
A la planta baixa, trobem una obertura rectangular de rajola.
Al primer pis, s'observa una finestra rectangular equipada amb llinda monolítica conformant un arc pla, muntants de pedra ben escairats i ampit treballat. A la llinda trobem gravada una inscripció de difícil interpretació, però on es pot llegir la data de 1671.
Pel que fa als materials, predomina la pedra, concretament els còdols de riu sense desbastar i treballar, que acaparen tot l'espai físic de l'immoble. Trenca aquest ritme compositiu la pedra nummulítica, localitzada en parts puntuals com ara les dovelles del portal d'accés o les dues finestres del primer pis.